# Sydney Une Prince
Sydney Une Prince, née le 27 avril 2006, est une jument de robe alezane appartenant au stud-book du Selle français, montée en saut d'obstacles par Roger-Yves Bost. Elle est révélée au plus haut niveau en 2015 et 2016, en se classant dans les Grands Prix des CSI 5* de Doha et de Bâle ainsi que CSIO 5* de Rotterdam et dans les Coupes des nations de La Baule et Rome. Elle fait partie de l'équipe de France de saut d'obstacles championne olympique aux Jeux olympiques d'été de 2016 à Rio. Durant les cinq épreuves des Jeux, elle se classe dans les six meilleurs chevaux sur l'ensemble des épreuves. Le 14 mars 2018, son propriétaire annonce sa vente à la cavalière américaine Katie Dinan.

## Histoire
La jument Sydney Une Prince est née et élevée au haras des Princes, dans le département du Pas-de-Calais, situé dans le Nord de la France. Un éleveur et cavalier, François Badel, l'acquiert alors qu'elle a trois ans et vient juste d'être débourrée, vers la fin de l'année 2009. Il commence à l'entraîner lui-même sur le circuit des Cycles classiques des 5 ans, avant de la confier au cavalier Frédéric Aronio de Romblay, puis à Roger-Yves Bost lorsqu'elle atteint 7 ans, en 2013. Il travaille beaucoup sur la canalisation de son énergie. D'après l'éleveur, Sydney est une jument qui a demandé peu d'investissements financiers pour atteindre le plus haut niveau. Elle commence les épreuves à 1,60 m à l'âge de 9 ans.

## Description
Sydney est une jument alezane toisant à peu près 1,70 m. Elle est inscrite au stud-book du Selle français. Décrite comme une jument courageuse dotée de sang, elle est réputée très respectueuse des barres, régulière, et douée d'une forte capacité de récupération. En 2016, elle atteint un indice de saut d'obstacles (ISO) de 174.

## Palmarès

### Cycles Classiques (2011-2012)
Sydney Une Prince*Treize commence le sport à 5 ans. D'abord montée par François Badel, elle intègre ensuite le piquet de Frédéric de Romblay. Cette année-là, elle totalise onze parcours sans-faute sur le circuit des Cycles classiques et signe deux parcours parfaits lors de la finale régionale (CIR) de Compiègne. Logiquement qualifiée pour participer à la Grande semaine de Fontainebleau, support des finales nationales des Cycles classiques, elle signe un bon championnat, pénalisée d'une faute en première manche avant de signer un parcours sans-faute en seconde.
En 2012, année de ses 6 ans, Sydney poursuit sur le circuit Jeunes chevaux avec Frédéric de Romblay. Le bilan est encore bon puisqu'elle inscrit dix parcours sans-fautes, avant de signer un nouveau parcours parfait au CIR. Elle réussit également son apparition à la Grande Semaine puisqu'elle est double sans-faute et termine seizième de la finale, où elle est labellisée "Très bon". Fort de ses bons résultats, Frédéric de Romblay décide alors d'emmener la belle alezane au championnat du monde des Jeunes chevaux de Lanaken. Mais, très nerveuse à cause de l'environnement, Sydney est pénalisée de cinq points en première manche, puis de trois fautes en seconde. Elle se rattrape néanmoins lors de la finale Consolante où elle inscrit un parcours parfait. Elle termine finalement vingt-septième.

### 2013
À 7 ans, elle évolue en Grands Prix nationaux de niveau Pro 3 à Pro 1 et participe à ses premiers concours internationaux. Sydney démarre d'ailleurs fort puisque, dès le mois de mars, elle s'impose dans un Grand Prix Pro 2 à Liverdy-en-Brie, avant de courir, en avril, son premier Grand Prix CSI 1* à Chantilly, où elle sort de piste avec une faute seulement. Elle poursuit sur sa bonne lancée en remportant un Grand Prix Pro 2 à Compiègne en juin, puis à Liverdy-en-Brie à nouveau le mois suivant. Elle participe également au Critérium des chevaux de 7 ans, où elle termine dixième. Toujours à Fontainebleau, elle prend part au championnat de France des 7 ans, où elle termine à une très honorable treizième place.
C'est lors de ce championnat réussi que Sydney Une Prince*Treize tape dans l'œil de Roger-Yves Bost, dont elle rejoint les écuries. Après un concours national, Bosty l'engage dans le championnat de France indoor des chevaux de sept ans, qui se tient dans le cadre du Salon du cheval de Paris, où le couple fait très bonne impression et termine quatrième.

### 2014
Dès le mois de janvier 2014, alors qu'elle a tout juste 9 ans, Sydney aborde les CSI 5*. Bosty l'emmène alors au CSI 5*-W de Zurich, où elle effectue deux parcours sans-faute. La première victoire internationale de la jument ne tarde pas à arriver puisqu'elle remporte le Grand Prix CSI 1* de Barbizon, fin mars. En décembre, elle termine troisième d'une Vitesse à 1,50 m lors du CSI 5* de Paris-Villepinte.

### 2015
En 2015, Sydney poursuit son apprentissage du très haut niveau et inscrit de nouveaux classements. En avril, elle termine ainsi quatrième de l'épreuve majeure du samedi au Saut Hermès au Grand Palais. En juillet, elle est dix-septième du Grand Prix du Global Champions Tour d'Estoril, où elle signe une première manche parfaite puis commet deux fautes dans la seconde. En décembre, elle participe pour la première fois au prestigieux Concours hippique international de Genève, l'un des plus prestigieux et plus difficile concours au monde. Mais ça n'effraie pas Sydney qui remporte le Prix du Crédit Suisse, avant de s'imposer dans l'épreuve majeure du samedi.

### 2016
2016 est sans doute l'une des plus belles années dans la jeune carrière de Sydney. Elle démarre fort en terminant sixième du Grand Prix CSI 5* de Bâle. Début mars, elle prend la huitième place du Grand Prix CSI 5* de Doha après un parcours parfait et un petit point de temps dépassé en seconde manche. En mai, elle honore sa première sélection en équipe de France lors du CSIO 5* de La Baule et participe largement à la troisième place de l'équipe grâce à une première manche à quatre points puis une seconde parfaite où elle n'écope que d'un point de temps dépassé. À la fin du mois, le sélectionneur national, Philippe Guerdat, fait à nouveau appel à elle pour le CSIO 5* de Rome. Membres de l'équipe de France dans la Coupe des nations, Bosty et Sydney terminent deuxièmes. Mais leurs parcours à quatre et huit points leur vaut d'être relégués aux rôles de réservistes lors de la Coupe des nations du CSIO 5* de Rotterdam, fin juin. Le couple prend sa revanche dans le Grand Prix dominical, où il termine cinquième, et valide sa sélection pour les Jeux olympiques d'été de 2016. À Rio, ils sont exemplaires. Sans-faute dans la première qualificative, puis dans la seconde, c'est eux qui offrent la médaille d'or par équipes à la France avant même le passage du quatrième cavalier. Logiquement qualifiés pour la finale individuelle, ils y écopent d'un total de cinq points et terminent à une belle seizième place finale. Guerrière, Sydney en a encore sous le pied et, après quelques semaines de repos, elle attaque la saison indoor. Mi-décembre, elle est de retour à Genève où elle prend la neuvième place du Grand Prix CSI 5*. Quinze jours plus tard, elle termine l'année 2016 en décrochant le Grand Prix Coupe du monde du CSI 5*-W de Malines.

### 2017
Le 22 janvier 2017, Sydney redémarre une bonne saison en terminant onzième du Grand Prix Coupe du monde du CSI 5*-W de Leipzig. Après quelques concours indoors, elle reprend la saison extérieure lors du CSI 5* de Mexico. En mai, elle prend la sixième place du Grand Prix CSI 5* de Cannes, avant de s'offrir la deuxième place du Grand Prix dominical du CSI 5* de Paris, début juillet. Elle se fait ensuite remarquer lors du CSIO 5* d'Aix-la-Chapelle, où elle signe la meilleure performance française dans la Coupe des nations. Mi-septembre, elle participe au CSI 5* de Lausanne où, après avoir remporté la première épreuve majeure du concours, elle termine deuxième du Grand Prix. Mi-octobre, Sydney fait sa rentrée indoor lors du CSI 5*-W de Vérone. Elle y termine seizième du Grand Prix Coupe du monde après une faute en sortie de triple. La semaine suivante, elle est à Lyon pour l'étape suivante du circuit Coupe du monde où elle se qualifie brillamment pour le barrage. Elle y commet deux fautes et termine onzième. Le dernier week-end de novembre, Roger-Yves Bost l'emmène au CSI 5*-W de Madrid où elle termine quatrième de la Vitesse qualificative pour le Grand Prix Coupe du monde du vendredi. Mais la consécration vient le lendemain, lorsqu'elle remporte de manière magnifique la sixième étape du circuit Coupe du monde. Elle devient ainsi le cheval ayant permis à Bosty de s'imposer le plus de fois dans un Grand Prix Coupe du monde (Malines et Madrid) après Norton de Rhuys, qui en a gagné six entre 1988 et 1993. Le premier week-end de décembre, Sydney Une Prince*Treize prend part au Longines Masters de Paris, où elle déroule un nouveau week-end idéal puisqu'elle signe un parcours parfait dans le Grand Prix qualificatif du vendredi, avant de rééditer dans le Grand Prix dominical, où elle commet deux fautes au barrage et termine à une honorable huitième place. Avec ce nouveau classement, la jument affiche une régularité impressionnante puisqu'il s'agit de son cinquième classement en cinq épreuves courues depuis le CSI 5*-W de Lyon début novembre et du troisième Grand Prix consécutif où elle signe une première manche parfaite après Lyon et Madrid. Le week-end suivant, Bosty et Sydney prennent part au prestigieux CSI 5* de Genève, où ils avaient brillé en 2015. Cette année, ils terminent dix-septièmes du Prix du Crédit Suisse, une Vitesse à 1,55 m, après une faute en sortie de triple. Après une journée de repos, le couple s'élance dans la difficile épreuve des combinaisons, où il signe un parcours absolument parfait, avant que Bosty ne décide d'abandonner au barrage après deux fautes dans un souci de préserver sa jument.

### 2018
Après une trêve hivernale de six semaines, Sydney Une Prince*Treize reprend le chemin des compétitions fin janvier, à l'occasion du CSI 4* d'Amsterdam. Elle y court deux épreuves à 1,45 m avec succès, ne touchant pas une barre le premier jour avant d'écoper seulement d'une petite faute le second. La semaine suivante, Roger-Yves Bost l'emmène au CSI 5*-W de Bordeaux. Après 4 points dans l'épreuve qualificative, le couple signe une première manche parfaite dans le Grand Prix Coupe du monde, bouclant ainsi son cinquième sans-faute consécutif en première manche d'un Grand Prix. Au barrage, Bosty décide de prendre des risques mais écope malheureusement d'une barre sur l'avant-dernier obstacle et doit se contenter de la septième place.
Le 14 mars 2018, François Badel annonce la vente de sa jument par le biais d'un communiqué, publié sur son site internet. Quelques minutes plus tard, le site internet de Cheval Magazine dévoile que la jument évoluera désormais sous la selle de l'Américaine Katie Dinan.

## Origines
Sydney une Prince est née du croisement de Baloubet du Rouet, champion olympique sous la selle de Rodrigo Pessoa à Athènes en 2004, triple vainqueur de la finale de la Coupe du monde et l'un des meilleurs étalons du monde, et de Girl d'Elle, une fille d'Alfa d'Elle, qui a été compétitive en épreuves jusqu'à 1,40 m. C'est une jument Selle Français de Section A, ce qui signifie qu'elle ne compte pas d'ancêtre d'origine étrangère dans son pedigree.

## Descendance
Sydney Une Prince a été mise à la reproduction en 2014. Le poulain, Friday Treize, est né par transfert d'embryon vers une jument porteuse. Issu de Diamant de Semilly, il appartient à François Badel. Au total, l'éleveur a tenté cinq transferts d'embryon mais seul celui de Friday a pris.